# 三(三氟甲基)锑
三(三氟甲基)锑是一种有机锑化合物，化学式为Sb(CF3)3。它可由二(三氟甲基)镉二乙腈合物和三碘化锑在乙腈中反应制得。它和环己烯反应，可以得到1-三氟甲基-2-二(三氟甲基)锑基环己烷。